# Vietnam Open 2006
Die Vietnam Open 2006 im Badminton fanden vom 15. bis 19. November 2006 in Ho-Chi-Minh-Stadt statt.

## Austragungsort
- Phan Dinh Phung Indoor Stadium, 8 Vo Van Tan Street, District 3

## Sieger und Platzierte
| Disziplin    | Gold                           | Silber                         | Bronze                            |
| ------------ | ------------------------------ | ------------------------------ | --------------------------------- |
| Herreneinzel | Andrew Smith                   | Ismail Saman                   | Chan Yan Kit                      |
| Herreneinzel | Andrew Smith                   | Ismail Saman                   | Nguyễn Tiến Minh                  |
| Dameneinzel  | Bae Seung-hee                  | Anita Raj Kaur                 | Fu Mingtian                       |
| Dameneinzel  | Bae Seung-hee                  | Anita Raj Kaur                 | Kwon Hee-sook                     |
| Herrendoppel | \| Yoo Yeon-seong Jeon Jun-bum | Chew Choon Eng Hong Chieng Hun | Choi Ho-jin Hong Ji-hoon          |
| Herrendoppel | \| Yoo Yeon-seong Jeon Jun-bum | Chew Choon Eng Hong Chieng Hun | Chien Yu-hsun Lin Yu-lang         |
| Damendoppel  | Kim Jin-ock Lee Jung-mi        | Bae Seung-hee Kang Joo-young   | Kwon Hee-sook Kim Mi-joo          |
| Damendoppel  | Kim Jin-ock Lee Jung-mi        | Bae Seung-hee Kang Joo-young   | Chong Sook Chin Anita Raj Kaur    |
| Mixed        | Yoo Yeon-seong Lee Jung-mi     | Kang Myeong-won Kang Joo-young | Kennevic Asuncion Kennie Asuncion |
| Mixed        | Yoo Yeon-seong Lee Jung-mi     | Kang Myeong-won Kang Joo-young | Jung Jung-young Bae Seung-hee     |

## Finalergebnisse
| Disziplin    | Sieger                      | Finalist                       | Ergebnis          |
| ------------ | --------------------------- | ------------------------------ | ----------------- |
| Herreneinzel | Andrew Smith                | Ismail Saman                   | 21:14 12:21 21:19 |
| Dameneinzel  | Bae Seung-hee               | Anita Raj Kaur                 | 21:8 21:18        |
| Herrendoppel | Yoo Yeon-seong Jeon Jun-bum | Chew Choon Eng Hong Chieng Hun | 21:19 21:19       |
| Damendoppel  | Kim Jin-ock Lee Jung-mi     | Bae Seung-hee Kang Joo-young   | 22:20 21:14       |
| Mixed        | Yoo Yeon-seong Lee Jung-mi  | Kang Myeong-won Kang Joo-young | 21:17 17:21 21:18 |